# APO-IT
APO-IT steht für arbeitsprozessorientierte Weiterbildung in der IT-Branche. Das Konzept wurde vom Fraunhofer-Institut für Software- und Systemtechnik (ISST) unter Beteiligung der Sozialpartner, Verbände und Unternehmen (ver.di, IG Metall, BITKOM und ZVEI, Deutsche Telekom u. a.) im Auftrag des BMBF entwickelt und verbindet Lernen und Arbeiten eng miteinander (Lernen im Prozess der Arbeit). Das Projekt gliederte sich in fünf Abschnitte und lief vom 1. Januar 2000 bis zum 30. September 2004.
Die Qualifizierung nach APO-IT mündet in eine Personenzertifizierung von Berufstätigen im Arbeitsfeld IT. Die Zertifizierung erfolgt nach der internationalen Norm DIN EN ISO/IEC 17024. Zur Zertifizierung bearbeitet und dokumentiert der Kandidat ein reales Projekt in seinem betrieblichen Umfeld, das so genannte Transferprojekt. Das Transferprojekt muss einem Referenzprozess entsprechen, der in der Prüfungsordnung beschrieben ist. Ein LPB (Lernprozessbegleiter) betreut den Kandidaten oder die Kandidatin während des selbstgesteuerten Lernens bei der Arbeit.
APO-IT ist Teil der IT-Fortbildungsverordnung des Bundes und stellt dort die erste Stufe des IT-Weiterbildungssystems dar. In dieser Ebene der IT-Spezialisten standen zu Beginn 29 Weiterbildungsprofile in 6 Gruppen zur Auswahl. Nach der Überarbeitung der Profile stehen nun 14 Weiterbildungsprofile zur Verfügung, die in 5 Profilgruppen unterteilt sind.
Geeignet ist diese Weiterbildung für Absolventen der IT-Berufe (z. B. Fachinformatiker) und Quereinsteiger. Auch Hochschulabsolventen können damit schnell IT-Handlungskompetenz systematisch aufbauen und dokumentieren.

## Hintergrund
Die seit den 1990er Jahren wachsende IT-Branche verdeutlicht besonders, dass die Aus- und Weiterbildung reformbedürftig ist und an die ökonomischen und gesellschaftlichen Gegebenheiten angepasst werden musste. Die erheblichen Beschäftigungs- und Wachstumschancen, die vom IT-Sektor ausgehen, konnten in Deutschland, trotz der Mitte 1997 vier entwickelten IT-Ausbildungsberufe, aufgrund der fehlenden Ausbildungsplätze und Ausbilder, der geringen Absolventenzahlen im Fach Informatik, der Heterogenität auf dem IT-Weiterbildungsmarkt sowie der dem schnellen technologischen Wandel nicht adaptierten Weiterbildungskonzepte nicht wahrgenommen werden. Folgerichtig wurden die Erkenntnisse zu den branchenspezifischen Arbeitsprozessen und Lernerfordernissen aus einer Reihe von Forschungsprojekten in dem im Jahr 2002 eingeführten international orientierten IT-Weiterbildungssystem (IT-WS) berücksichtigt. Es wurden Weiterbildungsprofile auf drei Ebenen definiert: IT-Spezialisten, operative und strategische Professionals (vgl. grundlegend BMBF 2002; Borch / Weißmann / Wordelmann 2006, S. 23f).
Bereits 2001 wurde auf die Komplementarität zwischen dem Lebenslangen Lernen und dem Lernen im Prozess der Arbeit hingewiesen: Während das Konzept des Lebenslangen Lernens eher die Gleichstellung aller Menschen (von Jugendlichen bis zu Pensionierten) umfasst, befindet sich das Konzept des Lernens im Prozess der Arbeit (LiPA) in dem Beziehungsgefüge zwischen Arbeitgebern und Arbeitnehmern. Diesem Lernen wird eine hohe Bedeutung für die Kompetenzentwicklung beigemessen. Es trägt dazu bei, die geforderte Flexibilität und Agilität einer Organisation aufrechtzuerhalten und die angestrebten Ziele zu erreichen (vgl. Mouillour Le 2002, S. 3; Dehnbostel 2001a, S. 53 f.).
Das Konzept des Lebenslangen Lernens reagiert auf die gesellschaftlichen Herausforderungen mit der Propagierung des selbstgesteuerten Lernens. Es ist eine Renaissance des „Lernens in der Arbeit“ und damit im engen Zusammenhang stehend, eine wachsende Lern- und Prozessorientierung in der Arbeit zu verzeichnen (vgl. Dehnbostel 2007, S. 15).